# Jodie Moore
Jodie Moore (Woodridge, Queensland; 11 de abril de 1976) es una actriz pornográfica y bailarina exótica australiana.

## Carrera

### Primeros años
Jodie Moore empezó su carrera adulta como estríper en 1996. Ella viajó como estríper invitada en Australia y otros países en el Pacific Rim. Empezó a modelar en revistas para hombres en el 2000

### Film
Jodie Moore empezó su carrera filmográfica en 2001 con Liquid Gold. En 2002 recibió el Venus Award por Mejor Actriz – U.S.A. Ella también tiene su propia línea de juguetes adultos llamada Jodie Moore's Signature Toys.

## Filmografía parcial
2005:
- Lust Connection.

2003:
- Private Sports 3: Desert Foxxx.
- Private Black Label 30: The Scottish Loveknot.
- American Nymphette 6.

2002:
- Nymph Fever 6.

2001:
- Liquid Gold.
- I Dream of Jodie.
- The 5th Wheel (TV).